# Distretto di Vidisha
Il distretto di Vidisha è un distretto del Madhya Pradesh, in India, di 1 214 759 abitanti. È situato nella divisione di Bhopal e il suo capoluogo è Vidisha.